# 涅雷大道車站
涅雷大道車站（英語：Nereid Avenue station）是紐約地鐵IRT白原路線的一個慢車地鐵站，位於布朗克斯涅雷大道（東238街）和白原路交界，設有2號線（任何時候停站）列車服務。此外在尖峰時段，一些紐約地鐵5號線的列車也以涅雷大道車站作為北側的終點站。

## 車站結構
| 月台層 | 側式月台 | 側式月台 |
| 月台層 | 北行慢車 | ← 往威克菲爾德-241街 (總站) ← 黃昏繁忙時段軌道終止                                                                    |
| 月台層 | 尖峰快車 | → 無定期服務 |
| 月台層 | 南行慢車 | ← 經第七大道往夫拉特布什大道-布魯克林學院 (233街) → ← 早上繁忙時段經萊辛頓大道往夫拉特布什大道-布魯克林學院 (233街) → |
| 月台層 | 側式月台 | |
| 夾層   | 夾層     | 閘機、車站詢問處、Metrocard自動售票機                                                                                 |
| Ground | 街道層   | 出入口 |

此站於1917年3月31日啟用時是白原路線的總站。設有兩個側式月台和三條軌道。在車站北端，北行軌道上升以跨過前往車廠的軌道，其餘軌道則下降。一棟三層高的塔位於車站北面，並設有舊式藍底白字指示牌「警告—不得倚近月台邊緣」（Warning — Do not lean over edge of Platform.）。此塔的北面設有兩條由239街車廠匯入的軌道。

## 外部連結
- nycsubway.org—IRT White Plains Road Line: 238th Street (Nereid Avenue)
- nycsubway.org — Leaf of Life Artwork by Noel Copeland (2006) （页面存档备份，存于）
- Station Reporter — 2 Train
- The Subway Nut — Nereid Avenue – 238th Street Pictures （页面存档备份，存于）
- MTA's Arts For Transit — Nereid Avenue – 238th Street (IRT White Plains Road Line) （页面存档备份，存于）
- Nereid Avenue entrance from Google Maps Street View